# Otto Riethmüller
Otto Heinrich Riethmüller (né le 26 février 1889 à Cannstatt près de Stuttgart et mort le 19 novembre 1938 à Berlin) est un pasteur protestant allemand et poète spirituel.

## Biographie
Otto Riethmüller étudie la théologie à Tübingen et est particulièrement influencé par Adolf Schlatter. Après son ordination, il occupe différents postes de pasteur, notamment à partir de 1919 à Esslingen am Neckar, où l’église expressionniste du sud est construite sous son mandat. En 1928, il prend la direction de l’association protestante de la jeunesse féminine (allemand : Reichsverband weiblicher Jugend) à la Burckhardthaus de Berlin-Dahlem, fondée en 1889 par Johannes Burckhardt. Depuis 1935, il est président de la Chambre de la jeunesse de l’Église confessante.
C’est au cours de ces années qu’il adapte des chants des Frères Moraves tels que Soleil de Justice (allemand : Sonne der Gerechtigkeit, qu'il traduit des hymnes latins tels que Verbum supernum prodiens (La Parole émane du Père) et ses propres chants (Seigneur, nous sommes main dans la main) qui sont publiés par lui dans les recueils de chants pour la jeunesse Ein neues Lied et Der helle Ton.
Après la « prise de pouvoir » des nationaux-socialistes, il tente de s’adapter au système en 1933 en composant pour le recueil Ein neues Lied, sur un texte de son cru, la chanson Deutschlands Erwachen (Réveil de l’Allemagne), dont la troisième strophe dit : « Arbeit und Freiheit für jeglichen Stand / Kämpferland, Hitlerland / schirm dich Gottes Hand » (« Travail et liberté pour chaque classe / Pays de combattants, pays de Hitler / protégé par la main de Dieu »).
D’autre part, Riethmüller est membre de l’Église confessante qui, contrairement aux chrétiens allemands, s’oppose à la mise au pas par le régime nazi (voir aussi la Déclaration de Barmen), et est l’un des premiers à signer l’appel contre l’introduction du paragraphe aryen dans l'Église. Dès le début, il cache des juives dans son école biblique. En 1935, l’Église confessante l’élit président du travail pour la jeunesse du Reich.
Riethmüller meurt le 19 novembre 1938 à Berlin et est enterré à Stuttgart-Bad Cannstatt.
C’est à lui que l’on doit la devise versets de l’année qu’il publie depuis 1930. Il a choisi la devise de l’année 1930 « Je n’ai pas honte de l’Évangile de Jésus-Christ » (Rom. 1,16a) en accord avec l’association faîtière des unions évangéliques de jeunes hommes, un précurseur des YMCA en allemagne. Sous la présidence d’Otto Riethmüller, la croix sur le globe est choisie en 1935 comme symbole de la jeunesse protestante.
Son nom est donné, entre autres, à la maison Otto Riethmüller à Weidenthal, un centre de loisirs et de formation de la jeunesse de la communauté protestante, et à la maison Otto Riethmüller à Stuttgart, un centre de vacances protestant en forêt.

## Famille
Riethmüller épouse le 17 juin 1919 Anna von Heider (1886-1967). Le couple a deux fils et une fille.

## Chants dans le recueil de cantiques protestants de 1993
- Der Morgenstern ist aufgedrungen (Édition du texte, 1932, EG[8] 69)
- Singen wir heut mit einem Mund (Édition du texte, 1932, EG[8] 104)
- Sende dein Licht und deine Wahrheit (Édition de la mélodie, 1932, EG 172 – comme « transmis oralement » –, RG[9] 34)
- Das Wort geht von dem Vater aus (Transcription de texte, 1932/1934, EG[8] 223)
- Lob Gott getrost mit Singen (Édition de la mélodie, 1932, EG[8] 243)
- Sonne der Gerechtigkeit (Texte remanié, 1932, EG[8] 263 ; adaptation œcuménique 1970/1973 EG[8] 262, GL[10] 481, RG[9] 795)
- Du Schöpfer aller Wesen (Texte et mélodie, 1934, EG 485)
- Ewig steht fest der Kirche Haus (Transcription de texte 1935, EG[8] Elbe du Nord 576)
- Nun gib uns Pilgern aus der Quelle (Texte 1935, EG[8] Wurtemberg 579)
- Herr, wir stehen Hand in Hand (Texte, 1932, EG[8] Basse-Saxe et Brême 602, EG[8] Pays de Bade 607, EG[8] Wurtemberg 594, EG[8] Autriche 595)
- Du Abglanz aller Herrlichkeiten (Transcription de texte, 1934, EG[8] Baden 669)

Dans d’autres recueils de cantiques, on trouve en outre :
- Kommt her, mit Fleiß zu schauen (Texte remanié, 1932, EKG[11] 170)
- Lobt Gott, ihr frommen Christen (Texte remanié, 1932, EKG[11] 202)
- Das Wort aus Gottes Herz und Mund (Texte, 1934, GEmK[12] 427)

## Ecritures (sélection)
- Des Todes Tod. Burckhardthaus-Verlag, Berlin-Dahlem 1931 (2e édition), DNB-Link
- Was sagt Christus unserem Volk? (Kelle und Schwert, 1). Burckhardthaus-Verlag, Berlin 1935.
- Wehr und Waffen. Burckhardthaus-Verlag, Berlin-Dahlem 1935
- Gott loben, das ist unser Amt. Burckhardthaus-Verlag, Berlin 1935
- Evangelische Jugendführung heute. Burckhardthaus-Verlag, Berlin 1936
- Zielsichere Fahrt. 3e édition modifiée. Burckhardthaus-Verlag, Berlin 1936
- Der König aller Gewalten. Burckhardthaus-Verlag, Berlin 1936
- Ein neues Lied. 16e édition. Burckhardthaus-Verlag, Gelnhausen 1963

## Littérature
- Emil Lauxmann : Otto Riethmüller: Sein Leben und sein Wirken (Begegnungen, [N.F.], tome 1). Calwer Verlag, Stuttgart 1959.
- Martin Otto : Otto Heinrich Riethmüller. Dans : Maria Magdalena Rückert (éditeure) : Württembergische Biographien unter Einbeziehung hohenzollerischer Persönlichkeiten. Tome III. Pour le compte de la Commission pour l’étude historique du Land de Bade-Wurtemberg. Kohlhammer, Stuttgart 2017,  (ISBN 978-3-17-033572-1), p. 190–192.
- Martin Rößler : Liedermacher im Gesangbuch. Tome 3 : Christian Fürchtegott Gellert, Ernst Moritz Arndt, Albert Knapp, Otto Riethmüller, Jochen Klepper. (Calwer Taschenbibliothek, 6). Calwer Verlag, Stuttgart 1991,  (ISBN 3-7668-3064-3).